# Nakhon Ratchasima
Pour la province de Thaïlande, voir Province de Nakhon Ratchasima.
Nakhon Ratchasima (en thaï : นครราชสีมา, /ná(ʔ).kʰɔ̄ːn râːt.t͡ɕʰā.sǐː.māː/ ; en khmer : នគររាជសីមា Nokor Reach Sima) est une ville de la région Nord-Est de la Thaïlande autrefois appelée Khorat (thaï : โคราช) du khmer Koreach (khmer : គោរាជ). Cette ville compte environ 140 000 habitants.
Son ancien nom de Korat ou Khorat, encore beaucoup utilisé aujourd'hui,,, a été changé tout comme celui de la province de Khorat dans le cadre de la thaïfication de l'Isan.
Khorat est devenue la capitale de la poterie en Thaïlande. C'est aussi le siège de la deuxième région militaire (nord-est) de l'Armée royale thaïlandaise.

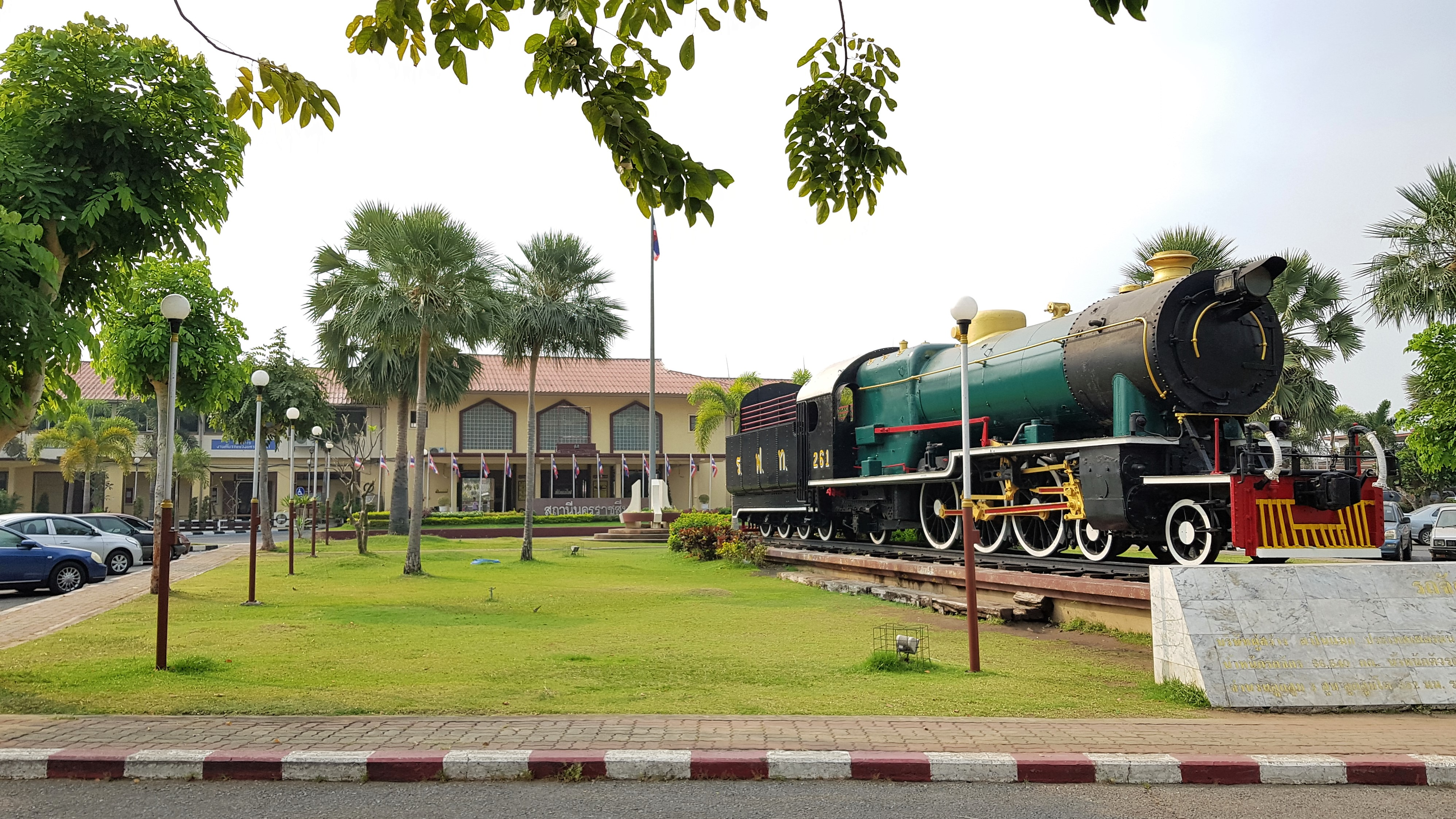
Gare de Korat

## Éducation
- Université de technologie de Suranaree

## Sport
La ville a accueilli les Jeux d'Asie du Sud-Est de 2007 et les Championnats d'Asie de cyclisme 2011.

## Curiosités
- Zoo de Korat

## Personnalités
- Noppadon Pattama (né en 1962), homme politique thaïlandais y est né.
- Antonia Porsild Miss universe Thaïland 2023